# Sperner-tétel
A kombinatorikában a Sperner-tétel a hipergráfokra vonatkozó extremális tételek közül az egyik legfontosabb és legrégibb. Sperner 1928-ban igazolt tétele olyan halmazrendszerek méretére ad éles korlátot, melyekben egyik halmaz sem részhalmaza másiknak. Tiszteletére az ilyen rendszereket ma Sperner-rendszereknek nevezzük.

## A tétel állítása
Ha {\displaystyle {\mathcal {F}}} egy n elemű halmaz S részhalmazaiból álló halmazrendszer, hogy {\displaystyle A,B\in {\mathcal {F}}}, {\displaystyle A\neq B} esetén {\displaystyle A\not \subseteq B}, akkor
Ekkora Sperner-rendszer van, ilyen S összes {\displaystyle \left\lfloor {\frac {n}{2}}\right\rfloor } vagy összes {\displaystyle \left\lceil {\frac {n}{2}}\right\rceil } elemű részhalmazából álló rendszer.
Itt {\displaystyle \left\lfloor {\frac {n}{2}}\right\rfloor } és {\displaystyle \left\lceil {\frac {n}{2}}\right\rceil } az {\displaystyle {\frac {n}{2}}} szám alsó és felső egészrészét jelenti, azaz {\displaystyle n=2k} esetén k-t, {\displaystyle n=2k+1} esetén pedig k-t és k+1-et.

## A tétel bizonyítása
Soroljuk fel S elemeit valamilyen sorrendben:{\displaystyle x_{1},\dots ,x_{n}}. Az {\displaystyle {\mathcal {F}}} halmazrendszernek csak egy olyan tagja lehet, ami {\displaystyle A=\{x_{1},\dots ,x_{k}\}} alakú, hiszen az ilyen kezdőszeletek egymást kölcsönösen tartalmazzák. Ebből, mivel az S-nek {\displaystyle n!} felsorolása van, az {\displaystyle |{\mathcal {F}}|\leq n!} becslés adódik, ami használhatatlan. Egy {\displaystyle A\in {\mathcal {F}}} halmaz azonban több felsorolásban is szerepel kezdőszeletként, mégpedig {\displaystyle |A|=a} esetén ezek száma {\displaystyle a!b!}, ahol {\displaystyle b=n-a}, hiszen az alaphalmaz elemeinek ennyi permutációja van, amiben az első a helyen A elemei szerepelnek.
Az {\displaystyle a+b=n} feltétel mellett {\displaystyle a!b!} értéke akkor a legkisebb, ha a, b azonosak vagy szomszédosak. Valóban, ha {\displaystyle b>a+1}, akkor az {\displaystyle (a+1)!(b-1)!} szorzat kisebb, mint {\displaystyle a!b!}, mivel
Innen adódik, hogy {\displaystyle a+b=n} esetén {\displaystyle a!b!\geq \left\lfloor {\frac {n}{2}}\right\rfloor !\left\lceil {\frac {n}{2}}\right\rceil !}. Ezért a fenti összeszámlálásnál {\displaystyle {\mathcal {F}}} elemeit legfeljebb {\displaystyle n!}-szor számoltuk, mindegyiket legalább {\displaystyle \left\lfloor {\frac {n}{2}}\right\rfloor !\left\lceil {\frac {n}{2}}\right\rceil !}-szor, ezért

## Lásd még
- LYM-egyenlőtlenség